# Larne FC
Larne Football Club je severoirský fotbalový klub z Larne, sídla v hrabství Antrim, který soutěží v NIFL Premiership, nejvyšší severoirské soutěži.
V sezóně 2022/23 vyhráli titul.

## Soupiska
| Číslo |               | Pozice | Hráč                                  |
| ----- | ------------- | ------ | ------------------------------------- |
| 1     | Skotsko       | B      | Rohan Ferguson                        |
| 2     | Skotsko       | O      | Shaun Want                            |
| 3     | Anglie        | O      | Ali Omar                              |
| 4     | Severní Irsko | O      | Aaron Donnelly                        |
| 6     | Skotsko       | Z      | Joe Thomson                           |
| 7     | Irsko         | Z      | Daniel Kearns                         |
| 8     | Anglie        | Z      | Mark Randall                          |
| 9     | Severní Irsko | Ú      | Paul O’Neill                          |
| 10    | Severní Irsko | Ú      | Lee Bonis                             |
| 11    | Skotsko       | Z      | Scott Allan (na hostování z Arbroath) |
| 14    | Severní Irsko | O      | Levi Ives                             |
| 17    | Anglie        | Ú      | Isaac Westendorf                      |

| Číslo |               | Pozice | Hráč                                          |
| ----- | ------------- | ------ | --------------------------------------------- |
| 18    | Irsko         | O      | Cian Bolger (kapitán)                         |
| 21    | Severní Irsko | Z      | Leroy Millar (vice-kapitán)                   |
| 22    | Severní Irsko | O      | Micheál Glynn                                 |
| 23    | Severní Irsko | O      | Tomás Cosgrove                                |
| 24    | Severní Irsko | Z      | Sean Graham                                   |
| 25    | Severní Irsko | Z      | Dylan Sloan                                   |
| 26    | Severní Irsko | Z      | Corey Smith                                   |
| 27    | Severní Irsko | Z      | Chris Gallagher                               |
| 29    | Skotsko       | Ú      | Andy Ryan                                     |
| 35    | Anglie        | O      | Ro-Shaun Williams                             |
| 36    | Skotsko       | B      | Aidan McAdams                                 |
| 99    | Mexiko        | O      | Jaziel Orozco (na hostování z Real Salt Lake) |

### Na hostování
| Číslo |  | Pozice | Hráč |
| ----- |  | ------ | ---- |

## Statistiky v evropských pohárech
| Pohár                          | Utkání | W | D | L | GF | GA |
| ------------------------------ | ------ | - | - | - | -- | -- |
| Liga mistrů UEFA               | 2      | 0 | 1 | 1 | 2  | 3  |
| Evropská konferenční liga UEFA | 10     | 4 | 2 | 4 | 7  | 14 |
| Celkem                         | 12     | 4 | 3 | 5 | 9  | 17 |